# Epiphile eriopis
Epiphile eriopis är en fjärilsart som beskrevs av William Chapman Hewitson 1857. Epiphile eriopis ingår i släktet Epiphile och familjen praktfjärilar. Inga underarter finns listade i Catalogue of Life.

## Bildgalleri

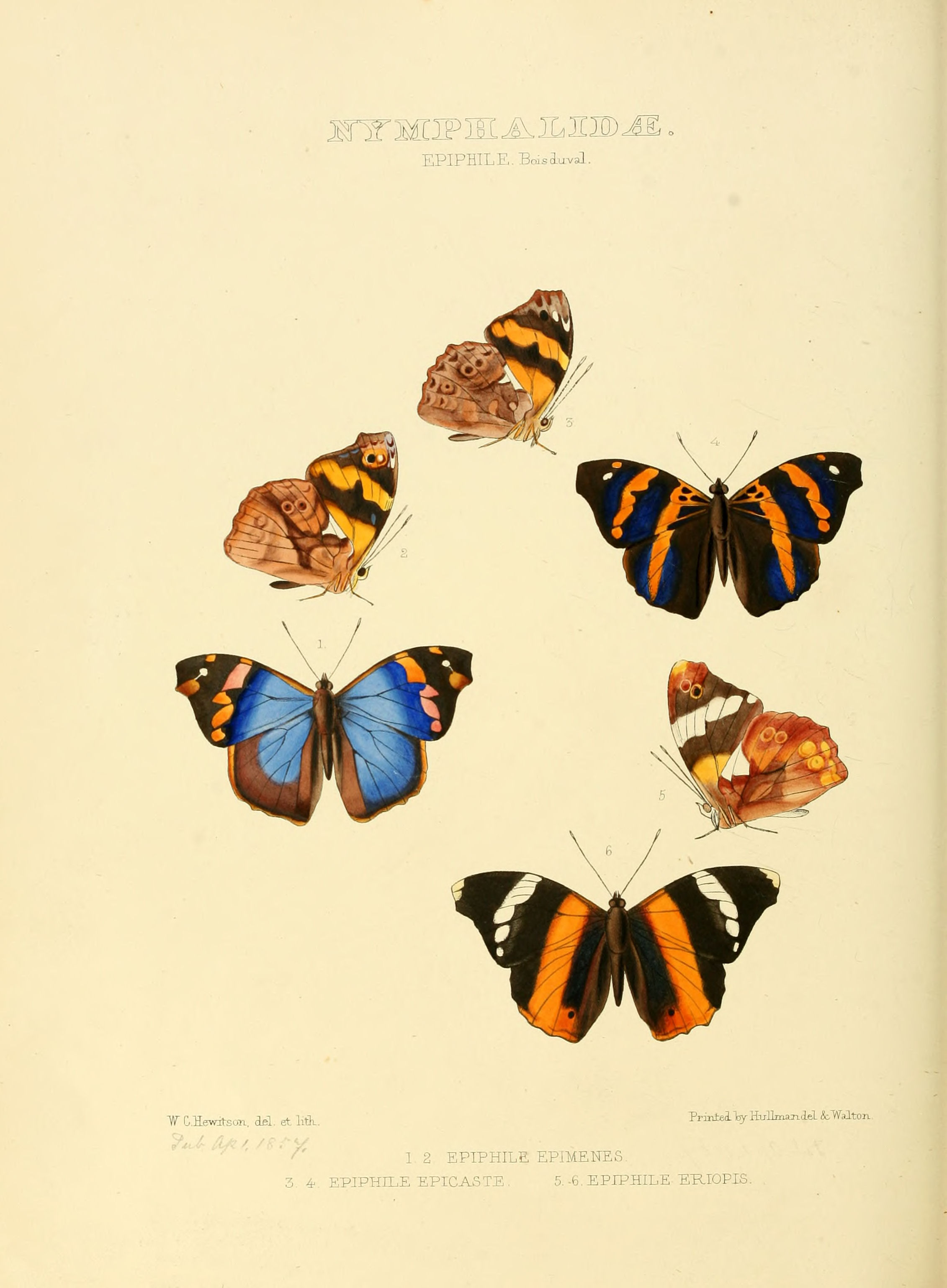